# Souda Bay War Cemetery

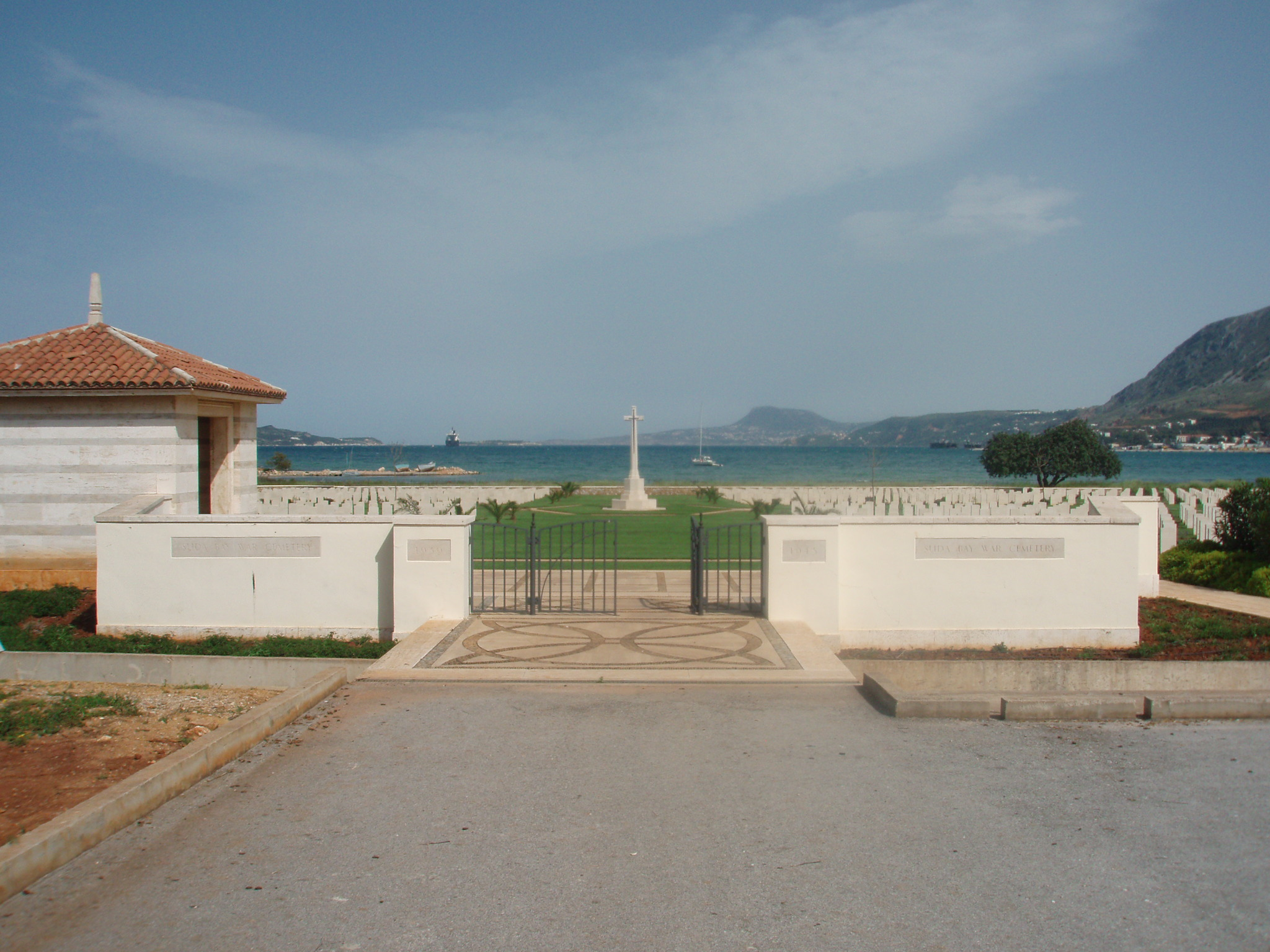
Eingang zum Suda Bay War Cemetery (2009)

Souda Bay War Cemetery (offiziell: Suda Bay War Cemetery) ist eine Kriegsgräberstätte, die durch die Commonwealth War Graves Commission (CWGC) in Souda nahe der gleichnamigen Bucht auf der griechischen Insel Kreta angelegt wurde.

## Lage

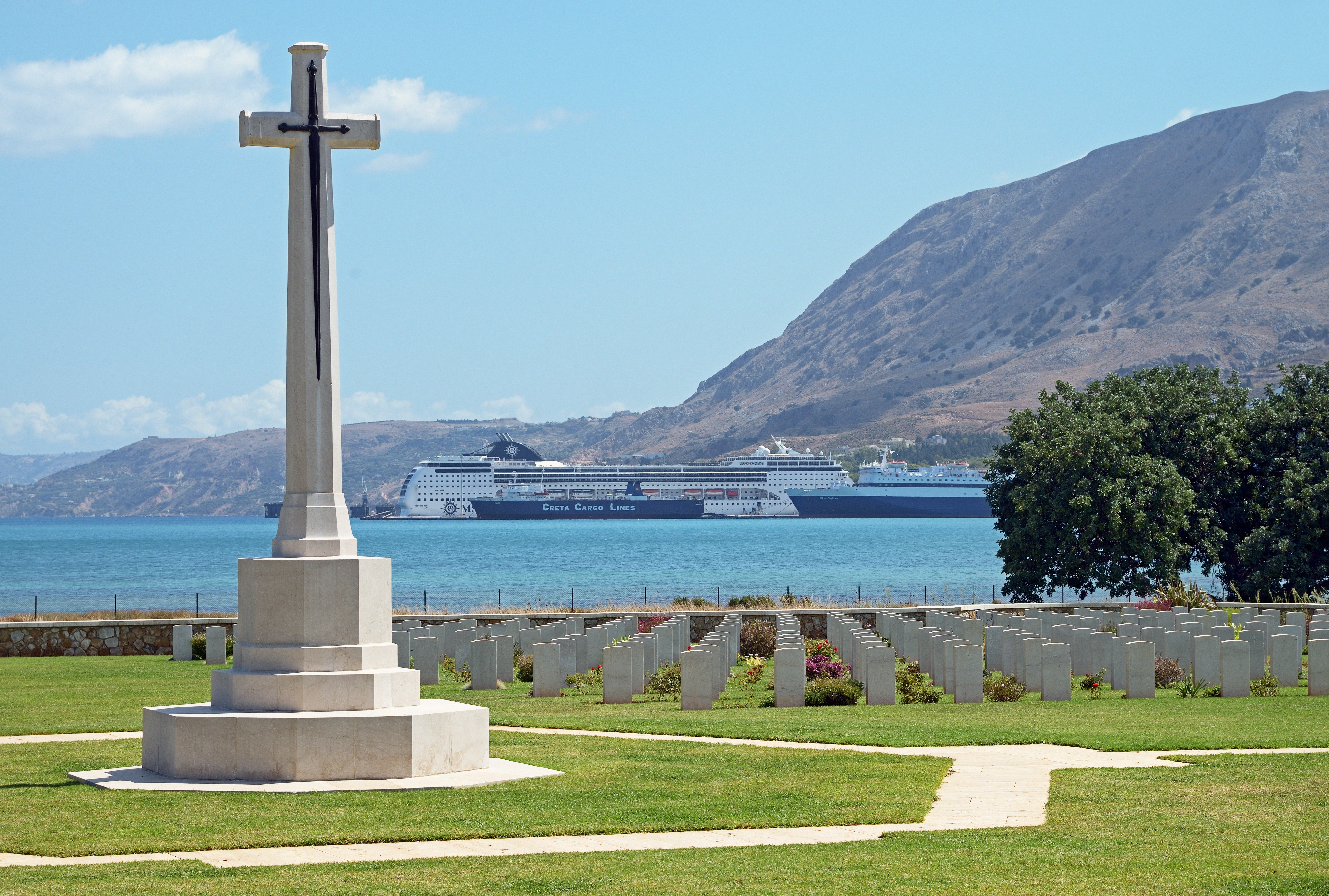
Souda Bay War Cemetery

Die Kriegsgräberstätte liegt in Odos Mavridaki in Souda auf der Landbrücke zur Halbinsel Akrotiri.

## Geschichte
Der alliierte Soldatenfriedhof wurde nach dem Zweiten Weltkrieg von den 21st und 22nd Australian War Graves Units (australische Kriegsgräber-Einheiten) errichtet und dazu die gefallene Soldaten aus Friedhöfen bei Chania, Iraklion, Rethymnon und Galatas umbetteten, die dort von der deutschen Besatzungsmacht begraben worden waren. Es folgte auch die Umbettung von Soldaten aus Gräbern von Zivilfriedhöfen und abgelegenen Orten.

## Belegung

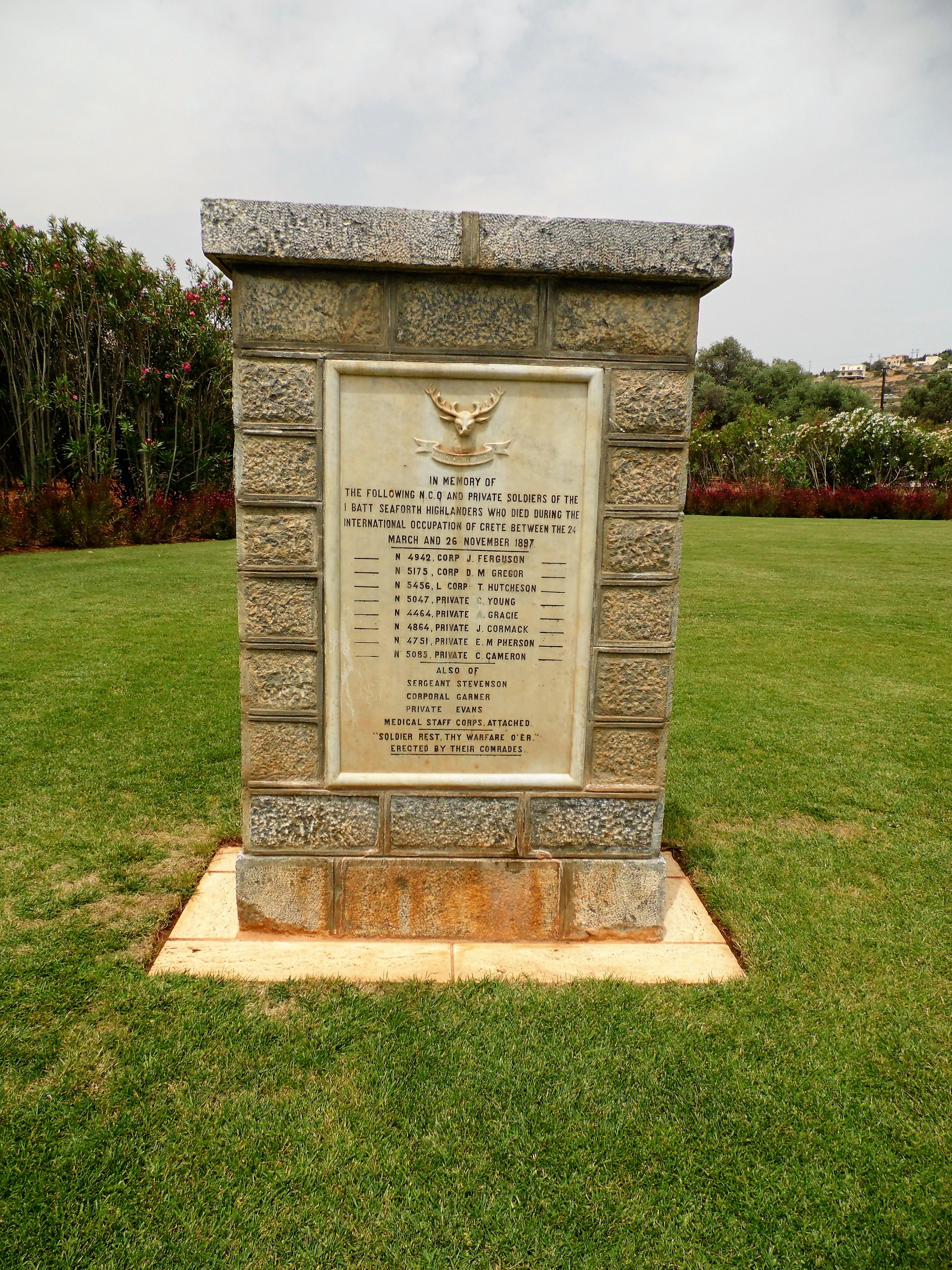
Denkmal für die Soldaten des 1. Bataillons der Seaforth Highlanders der britischen Armee und des Medical Staff Corps, die während der internationalen Besetzung von Kreta (Kretischer Staat) von 24. März bis 26. November 1897 starben.

Die meisten der hier beigesetzten Soldaten waren Angehörige der Landstreitkräfte, die bei der Luftlandeschlacht um Kreta im Mai 1941 während des Zweiten Weltkrieges gefallen sind.
Neben den 1527 aus dem Commonwealth stammenden Soldaten, von denen 776 nicht identifiziert werden konnten, stammen 19 Gräber aus dem Ersten Weltkrieg und wurden vom Suda Bay Consular Friedhof umgebettet, darunter ein nicht identifizierte. Es gibt zudem auch 7 Gräber anderer Nationalitäten und 37 von Zivilisten. Nach Nationalitäten des Commonwealth aufgegliedert handelt es sich bei den identifizierten Gefallenen um 343 Neuseeländer, 248 Briten, 140 Australier, 9 Südafrikaner, 5 Kanadier, 1 Inder.
Auch der britische Archäologe John Pendlebury ist auf diesem Friedhof begraben, der für die Britische Schule in Athen Kurator in Knossos war und auch während des Zweiten Weltkrieges die Ausgrabungen fortsetzte.

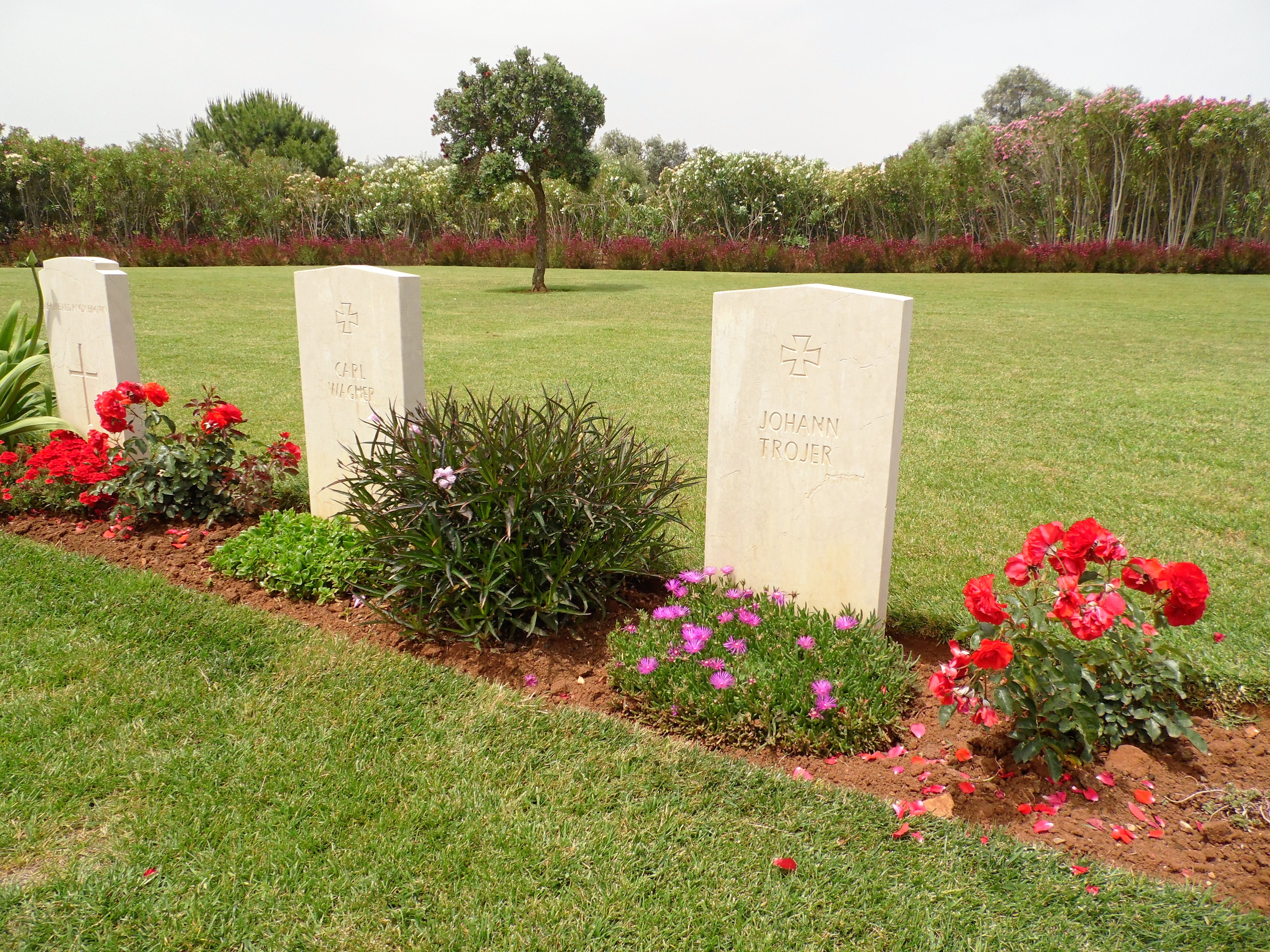
Zwei deutsche Gräber

Auf dem Soldatenfriedhof befinden sich zudem irrtümlicherweise auch zwei deutsche Gräber. Nach einer Vereinbarung der CWGC mit dem Volksbund Deutsche Kriegsgräberfürsorge wurde entschieden, die Überreste der beiden deutschen Zivilisten Carl Wagner und Johann Troyer nicht wieder von Souda Bay zum Deutschen Soldatenfriedhof Maleme zu überführen.

## Gestaltung
Die Gestaltungsvorschriften und Entwürfe der Soldatenfriedhöfe durch die CWGC sehen vor, dass jedem Soldaten ohne Rücksicht auf Herkunft und Dienstgradgruppe die gleiche Ehre erwiesen werden soll. Daraus entstanden auch in Souda gleichmäßig angeordnete Bauelemente (vergleiche hierzu den Artikel Commonwealth War Graves Commission).

### Sichtachse
In der Sichtachse befindet sich in der Mitte ein Kreuz. Am Eingang befindet sich zudem die Ehrenhalle, in ihr wird ein Kriegstagebuch und das Totenregister aufbewahrt. Umgeben ist der Soldatenfriedhof von großen Eukalyptusbäumen.

### Grabsteine
Jedes Grab hat einen ebenerdig errichteten Grabstein aus englischem Sandstein, auf dem der Name, der Dienstgrad, das Alter, die Religionszugehörigkeit und das Todesdatum eingemeißelt sind. Ebenso wird das Emblem der Einheit eingraviert, welcher der Gefallene angehört hatte.

### Bepflanzung
Die gesamte Fläche des Friedhofs ist eine durchgehende Rasenfläche.